# François Piétri

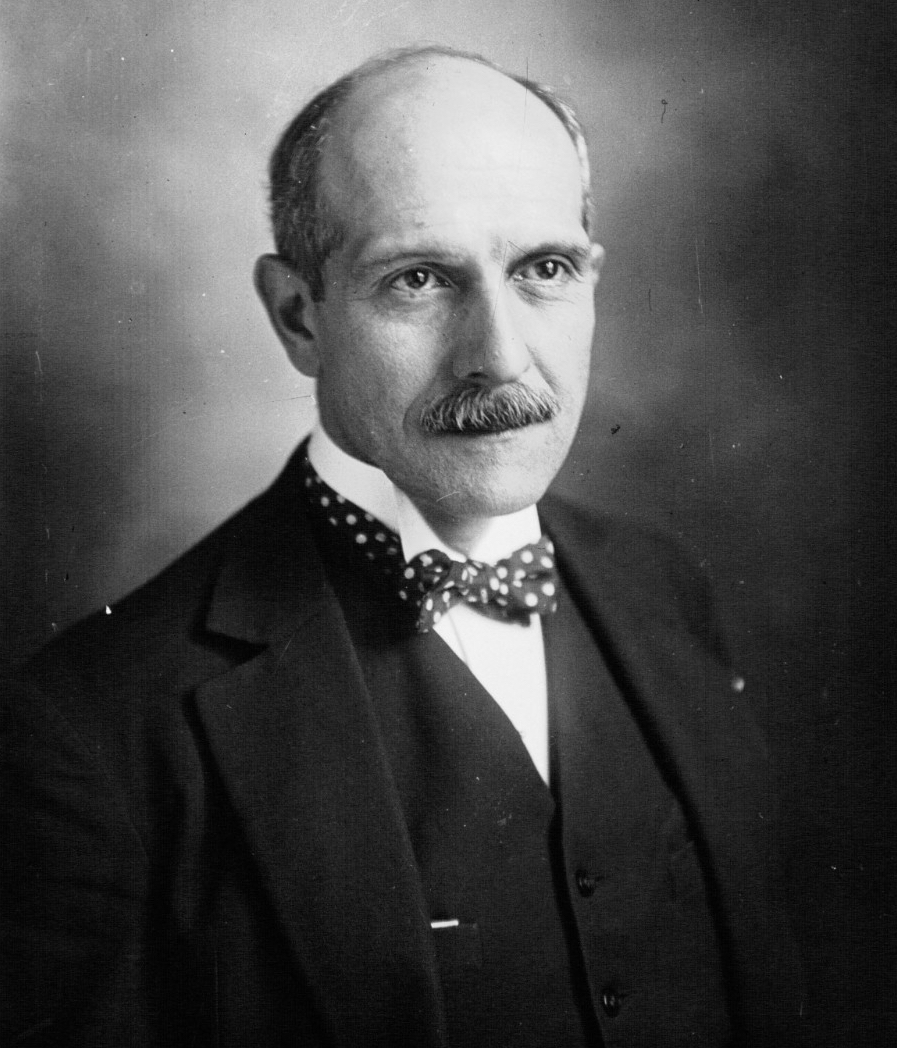
Piétri in 1929

François Piétri (Bastia, 8 augustus 1882 - Sartène, 17 augustus 1966) was een Frans politicus.

## Biografie
François Piétri werd op 8 augustus 1882 geboren in Bastia, de tweede stad van het eiland Corsica en hoofdstad van het departement Haute-Corse. Hij volgde onderwijs aan het presitigieuze Collège Stanislas en studeerde rechten aan de École Libre des Sciences Politiques. Hij was als advocaat werkzaam op Corsica. Hij was lid van de Conseil Général (Algemene Raad) van het departement Haute-Corse. Hij trouwde met Claude Gavini, de dochter van een lid van de Kamer van Afgevaardigden. In 1906 werd hij inspecteur voor financiën en van 1917 tot 1924 was hij directeur-generaal van Financiën van Marokko (directeur général des Finances du Maroc). 
François Piétri werd in 1924 voor de conservatief-liberale Alliance Démocratique (Democratische Alliantie) in de Kamer van Afgevaardigden (Chambre des Députés) als vertegenwoordiger van het departement Haute-Corse. Van 23 juni tot 19 juli 1926 was hij staatssecretaris van Financiën in het kabinet-Briand X. Hierna was hij meerdere malen minister:
- Minister van Koloniën in het kabinet-Tardieu I en het kabinet-Tardieu II (2 november 1929 - 13 december 1930)
- Minister van Begrotingszaken in het kabinet-Laval I, het kabinet-Laval II en het kabinet-Laval III (27 januari 1931 - 20 februari 1932)
- Minister van Nationale Defensie in het kabinet-Tardieu III (20 februari - 3 augustus 1932)
- Minister van Koloniën in het kabinet-Sarraut I (26 oktober - 26 november 1933)
- Minister van Financiën in het kabinet-Daladier II (30 januari - 4 februari 1934)
- Minister van Marine in het kabinet-Bouisson, het kabinet-Laval IV en het kabinet-Sarraut II.

In 1932 en in 1939 was hij presidentskandidaat voor centrumrechts.
François Piétri schaarde zich na de Wapenstilstand van Compiègne achter generaal Philippe Pétains Vichy-regering. Van 12 juli tot 6 september 1940 was hij minister van Verbindingen in het kabinet van premier Pierre Laval. Hierna was hij tot 1944 de officiële Franse vertegenwoordiger in het Spanje van generaal Francisco Franco.
Op 4 juni 1948 werd hij door een rechtbank schuldig bevonden aan collaboratie met nazi-Duitsland en verloor hij voor vijf jaar zijn staatsburgerschap.
François Piétri overleed op 84-jarige leeftijd.